# كيمبرلي (جنوب إفريقيا)
كيمبرلي (بالإنجليزية: Kimberley, Northern Cape)‏ هي بلدة تقع في جنوب أفريقيا في بلدية سول بليت المحلية . يقدر عدد سكانها بـ 225,160 نسمة ومساحتها 164.3 كم2 وترتفع عن سطح البحر 1,184 متر.

## المناخ
يظهر الجدول التالي التغييرات المناخية على مدار السنة لكيمبرلي:
| البيانات المناخية لـكيمبرلي                                                                                             | البيانات المناخية لـكيمبرلي | البيانات المناخية لـكيمبرلي | البيانات المناخية لـكيمبرلي | البيانات المناخية لـكيمبرلي | البيانات المناخية لـكيمبرلي | البيانات المناخية لـكيمبرلي | البيانات المناخية لـكيمبرلي | البيانات المناخية لـكيمبرلي | البيانات المناخية لـكيمبرلي | البيانات المناخية لـكيمبرلي | البيانات المناخية لـكيمبرلي | البيانات المناخية لـكيمبرلي | البيانات المناخية لـكيمبرلي |
| الشهر | يناير                       | فبراير                      | مارس                        | أبريل                       | مايو                        | يونيو                       | يوليو                       | أغسطس                       | سبتمبر                      | أكتوبر                      | نوفمبر                      | ديسمبر                      | المعدل السنوي               |
| --- | --------------------------- | --------------------------- | --------------------------- | --------------------------- | --------------------------- | --------------------------- | --------------------------- | --------------------------- | --------------------------- | --------------------------- | --------------------------- | --------------------------- | --------------------------- |
| الدرجة القصوى °م (°ف)                                                                                                   | 43.3 (109.9)                | 43.6 (110.5)                | 38.2 (100.8)                | 37.5 (99.5)                 | 31.1 (88.0)                 | 27.8 (82.0)                 | 27.2 (81.0)                 | 31.6 (88.9)                 | 36.6 (97.9)                 | 39.7 (103.5)                | 39.2 (102.6)                | 40.9 (105.6)                | 43.6 (110.5)                |
| متوسط درجة الحرارة الكبرى °م (°ف)                                                                                       | 32.8 (91.0)                 | 31.0 (87.8)                 | 28.8 (83.8)                 | 24.7 (76.5)                 | 21.4 (70.5)                 | 18.2 (64.8)                 | 18.8 (65.8)                 | 21.3 (70.3)                 | 25.5 (77.9)                 | 27.8 (82.0)                 | 30.2 (86.4)                 | 32.1 (89.8)                 | 26.1 (79.0)                 |
| المتوسط اليومي °م (°ف)                                                                                                  | 25.1 (77.2)                 | 23.7 (74.7)                 | 21.5 (70.7)                 | 17.3 (63.1)                 | 13.5 (56.3)                 | 10.2 (50.4)                 | 10.4 (50.7)                 | 12.8 (55.0)                 | 17.1 (62.8)                 | 19.7 (67.5)                 | 22.2 (72.0)                 | 24.2 (75.6)                 | 18.1 (64.6)                 |
| متوسط درجة الحرارة الصغرى °م (°ف)                                                                                       | 17.9 (64.2)                 | 17.3 (63.1)                 | 15.2 (59.4)                 | 10.8 (51.4)                 | 6.5 (43.7)                  | 3.2 (37.8)                  | 2.8 (37.0)                  | 4.9 (40.8)                  | 8.9 (48.0)                  | 11.9 (53.4)                 | 14.6 (58.3)                 | 16.6 (61.9)                 | 10.9 (51.6)                 |
| أدنى درجة حرارة °م (°ف)                                                                                                 | 5.7 (42.3)                  | 5.6 (42.1)                  | 2.0 (35.6)                  | −2.8 (27.0)                 | −5.7 (21.7)                 | −8.4 (16.9)                 | −8.1 (17.4)                 | −8.5 (16.7)                 | −5.5 (22.1)                 | −0.7 (30.7)                 | 2.2 (36.0)                  | 3.8 (38.8)                  | −8.5 (16.7)                 |
| الهطول مم (إنش) | 57 (2.2)                    | 76 (3.0)                    | 65 (2.6)                    | 49 (1.9)                    | 16 (0.6)                    | 7 (0.3)                     | 7 (0.3)                     | 7 (0.3)                     | 12 (0.5)                    | 30 (1.2)                    | 42 (1.7)                    | 46 (1.8)                    | 414 (16.3)                  |
| متوسط أيام هطول الأمطار (≥ 1.0 mm)                                                                                      | 7                           | 7                           | 7                           | 6                           | 2                           | 1                           | 1                           | 1                           | 2                           | 4                           | 5                           | 6                           | 49                          |
| متوسط الرطوبة النسبية (%)                                                                                               | 45                          | 53                          | 57                          | 59                          | 54                          | 53                          | 48                          | 41                          | 36                          | 40                          | 42                          | 42                          | 47                          |
| ساعات سطوع الشمس الشهرية                                                                                                | 307.1                       | 260.7                       | 265.7                       | 262.0                       | 281.2                       | 264.2                       | 286.7                       | 299.3                       | 288.3                       | 305.1                       | 310.6                       | 331.0                       | 3٬461٫9                     |
| المصدر #1: NOAA, الأرصاد الجوية الألمانية (June record high, November record low), Meteo Climat (record highs and lows) |                             |                             |                             |                             |                             |                             |                             |                             |                             |                             |                             |                             |                             |
| المصدر #2: South African Weather Service                                                                                |                             |                             |                             |                             |                             |                             |                             |                             |                             |                             |                             |                             |                             |

## المدن التوأمة
مدينة تشانغشا هي مدينة توأمة لـكيمبرلي (جنوب أفريقيا).

## أعلام
- هاري أوبنهايمر
- كوينتن براند
- جون لي أوجستين
- توماس لان
- ريتشارد هينييكان
- إنغريد يونكر
- هاري بويز